# Chess Classic

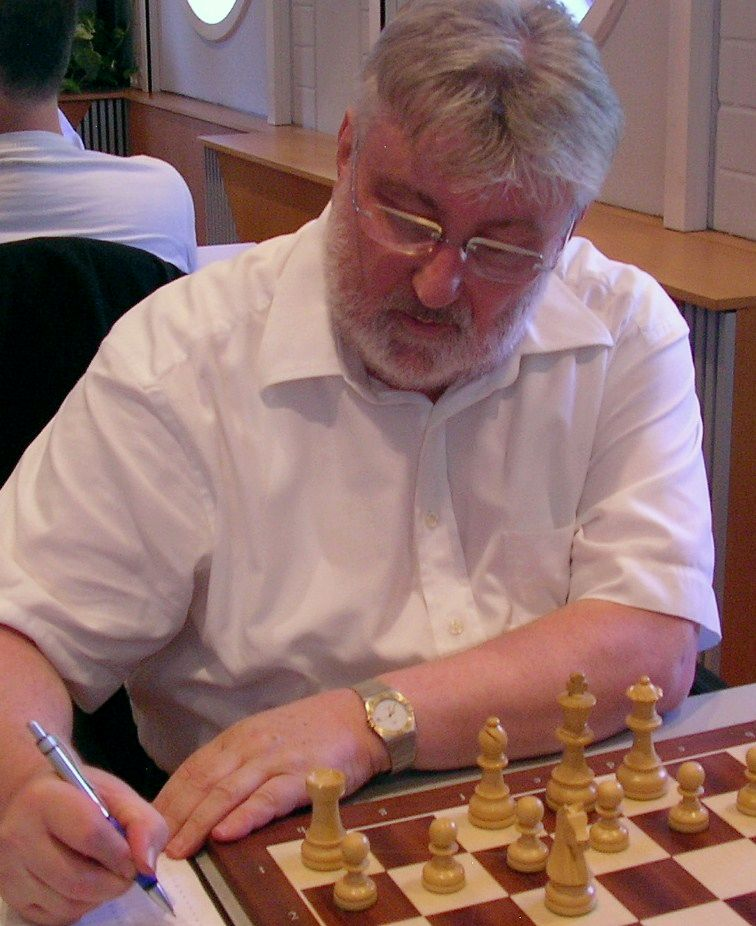
Hans-Walter Schmitt 2011

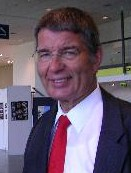
Jens Beutel 2009

Die Chess Classic waren von Hans-Walter Schmitt initiierte Schachturniere, die in den Jahren 1994 bis 2010 veranstaltet wurden. Dabei wurden unter anderem die Weltmeister im Schnellschach sowie – ebenfalls unter Schnellschach-Zeitkontrolle – die Weltmeister im Chess960 sowie die Chess960-Weltmeister im Computerschach ermittelt.

## Übersicht
Die Chess Classic fanden zunächst siebenmal in Frankfurt am Main (1994 bis 2000) und anschließend zehnmal in Mainz statt, insgesamt siebzehnmal. In Mainz wurden die Chess Classic, kurz CCM, in der Rheingoldhalle ausgetragen. Hans-Walter Schmitt akquirierte die Sponsoren und konnte Jens Beutel, den Oberbürgermeister von Mainz, als Schirmherrn der Veranstaltung gewinnen.
Es waren unterschiedliche Veranstaltungen, wie die Chess Classic Championship, Schnellschach Open, Chess960-Schnellschach-Weltmeisterschaften, FiNet-Open im Chess960 und Chess960-Computer-Weltmeisterschaften. Außerdem wurden 13 Zweikämpfe Mensch gegen Maschine (Schnellschach und Chess960) und 26 Simultanveranstaltungen (inklusive Chess960) durchgeführt.

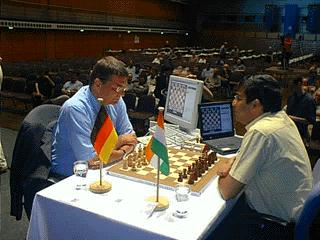
Jens Beutel gegen Viswanathan Anand, Rheingoldhalle 2002.

Pocket Fritz erblickte 2001 in der Rheingoldhalle Mainz das Licht der Welt.
2002 spielte Jens Beutel gegen Viswanathan Anand, beide durch Computer unterstützt, auf der Bühne in der Rheingoldhalle.
Die letzten Veranstaltungen der Chess Classic fanden August 2010 statt, durch politische Verhältnisse bedingt.

## Chess Classic Championship

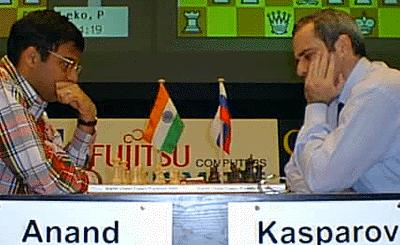
Chess Classic Frankfurt, 24. Juni 2000

| Jahr | Sieger            | Zweiter              | Dritter              |
| ---- | ----------------- | -------------------- | -------------------- |
| 1996 | Alexei Schirow    | Vladimir Kramnik     | Péter Lékó           |
| 1997 | Viswanathan Anand | Anatoli Karpow       | Eric Lobron          |
| 1998 | Viswanathan Anand | Vladimir Kramnik     | Garry Kasparov       |
| 1999 | Garry Kasparov    | Viswanathan Anand    | Vladimir Kramnik     |
| 2000 | Viswanathan Anand | Garry Kasparov       | Vladimir Kramnik     |
| 2001 | Viswanathan Anand | Vladimir Kramnik     | Zweikampf            |
| 2002 | Viswanathan Anand | Ruslan Ponomarjow    | Zweikampf            |
| 2003 | Viswanathan Anand | Judit Polgár         | Zweikampf            |
| 2004 | Viswanathan Anand | Alexei Schirow       | Zweikampf            |
| 2005 | Viswanathan Anand | Alexander Grischuk   | Zweikampf            |
| 2006 | Viswanathan Anand | Teimour Radjabov     | Zweikampf            |
| 2007 | Viswanathan Anand | Levon Aronian        | Rustam Kasimdzhanov  |
| 2008 | Viswanathan Anand | Magnus Carlsen       | Alexander Morozevich |
| 2009 | Levon Aronian     | Jan Nepomnjaschtschi | Viswanathan Anand    |
| 2010 | Gata Kamsky       | Vugar Gashimov       | Levon Aronian        |

## Carmen Kass bei Chess Classic 2004

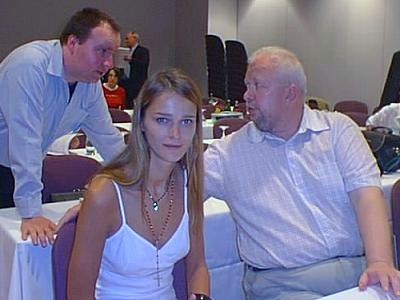
Carmen Kass, Delegation des Estnischen Schachverbandes

Das Super-Model Carmen Kass aus Estland war 2004 Stargast in der Rheingoldhalle Mainz bei den Chess Classic und spielte eine Blitzpartie mit Viswanathan Anand. Kass war kurz vorher zur Präsidentin des estnischen Schachverbandes gewählt worden. Es ging dabei auch um die Bewerbung um die Ausrichtung der Schacholympiade 2008, war doch Dresden der zweite Bewerber.
Anlässlich der Eröffnungsveranstaltung am 4. August 2004 fand eine Pressekonferenz statt, auf der Carmen Kass Stellung zur Schacholympiade nahm. Nebenstehendes Video zeigt Weltmeisterin Antoaneta Stefanowa, Carmen Kass mit einigen Sätzen in englischer Sprache, Organisator Hans-Walter Schmitt und Interviewer Hartmut Metz.

## Schnellschach Open
| Jahr | Sieger                | Zweiter               | Dritter              |
| ---- | --------------------- | --------------------- | -------------------- |
| 1994 | Alexander Chernin     | Lev Gutman            | Igor Khenkin         |
| 1995 | Bogdan Lalić          | Larry Christiansen    | Alexander Chernin    |
| 1996 | Eric Lobron           | Christopher Lutz      | Stefan Djurić        |
| 1997 | Waleri Beim           | Lajos Portisch        | Rafael Vaganian      |
| 1998 | Fritz on Primergy     | Stefan Djurić         | Alberto David        |
| 1999 | Loek van Wely         | Vadim Milov           | Michail Ulybin       |
| 2000 | Sergei Rublevsky      | Mikhail Gurevich      | Peter Svidler        |
| 2001 | Michael Adams         | Vadim Milov           | Oleg Eismont         |
| 2002 | Viktor Bologan        | Igor Glek             | Evgenij Agrest       |
| 2003 | Alexander Grischuk    | Ivan Sokolov          | Eric Lobron          |
| 2004 | Alexander Grischuk    | Rafael Vaganian       | Sergei Rublevsky     |
| 2005 | Teimour Radjabov      | Lewon Aronjan         | Alexander Morozevich |
| 2006 | Rustam Kasimdzhanov   | Shakhriyar Mamedyarov | Alexander Morozevich |
| 2007 | David Navara          | Mikhail Mchedlishvili | Krishnan Sasikiran   |
| 2008 | Jan Nepomnjaschtschi  | Pavel Eljanov         | Zoltán Almási        |
| 2009 | Shakhriyar Mamedyarov | Arkadij Naiditsch     | Vladimir Akopian     |
| 2010 | Gata Kamsky           | Vugar Gashimov        | Lewon Aronjan        |

## Chess960-Schnellschach-Weltmeisterschaften

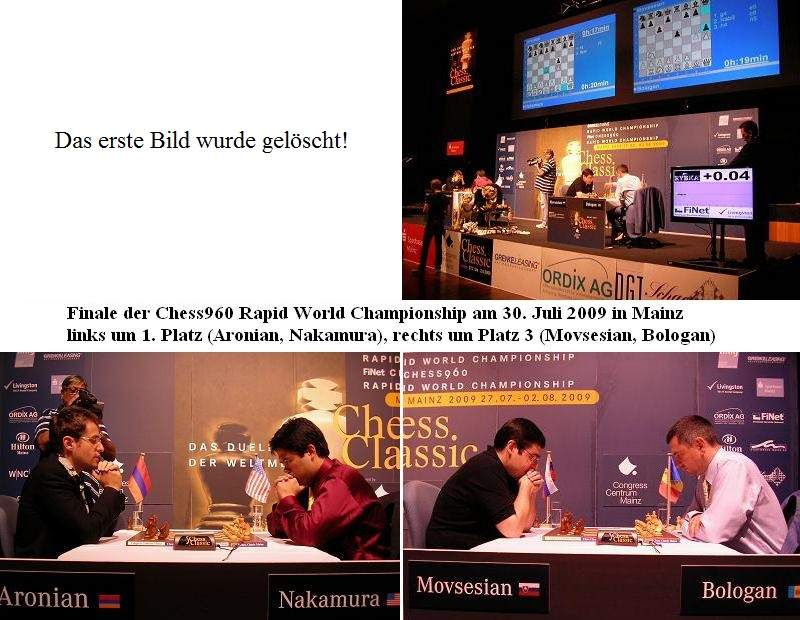
Die Chess Tigers und das Finale der Chess960-Schnellschach-Weltmeisterschaft 2009

| Jahr | Teilnehmer | Sieger              | Zweiter           | Dritter           |
| ---- | ---------- | ------------------- | ----------------- | ----------------- |
| 2001 | offen      | Péter Lékó          | Michael Adams     | Zweikampf         |
| 2003 | offen      | Peter Swidler       | Péter Lékó        | Zweikampf         |
| 2004 | offen      | Peter Swidler       | Lewon Aronjan     | Zweikampf         |
| 2005 | offen      | Peter Swidler       | Zoltán Almási     | Zweikampf         |
| 2006 | offen      | Lewon Aronjan       | Peter Swidler     | Zweikampf         |
| 2006 | Frauen     | Alexandra Kosteniuk | Elisabeth Pähtz   | Zweikampf         |
| 2006 | Senioren   | Vlastimil Hort      | Lajos Portisch    | Zweikampf         |
| 2006 | Junioren   | Pentala Harikrishna | Arkadij Naiditsch | Zweikampf         |
| 2007 | offen      | Lewon Aronjan       | Viswanathan Anand | Étienne Bacrot    |
| 2008 | Frauen     | Alexandra Kosteniuk | Kateryna Lahno    | Viktorija Čmilytė |
| 2009 | offen      | Hikaru Nakamura     | Lewon Aronjan     | Sergej Movsesjan  |

## FiNet Open Chess960

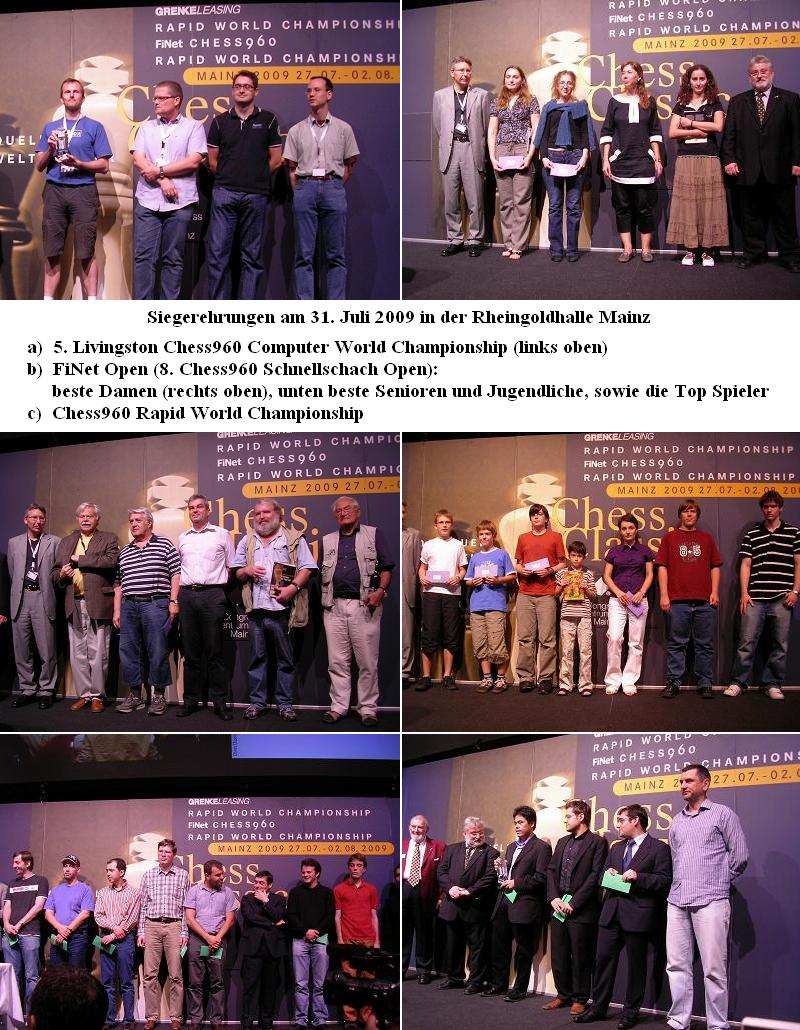
Siegerehrung 2009 der Meisterschaften im Chess960

| Jahr | Sieger             | Zweiter               | Dritter             |
| ---- | ------------------ | --------------------- | ------------------- |
| 2002 | Peter Swidler      | Alexander Motylev     | Daniel Fridman      |
| 2003 | Lewon Aronjan      | Vadim Zvjaginsev      | Konstantin Landa    |
| 2004 | Zoltán Almási      | Étienne Bacrot        | Mihail Kobalija     |
| 2005 | Lewon Aronjan      | Ivan Sokolov          | Klaus Bischoff      |
| 2006 | Étienne Bacrot     | Shakhriyar Mamedyarov | Alexander Grischuk  |
| 2007 | Viktor Bologan     | Gata Kamsky           | Vassili Ivantschuk  |
| 2008 | Hikaru Nakamura    | Sergej Movsesjan      | Alexander Motylev   |
| 2009 | Alexander Grischuk | Gata Kamsky           | Rustam Kasimdzhanov |

## Mini-Ordix und Mini-FiNet Open

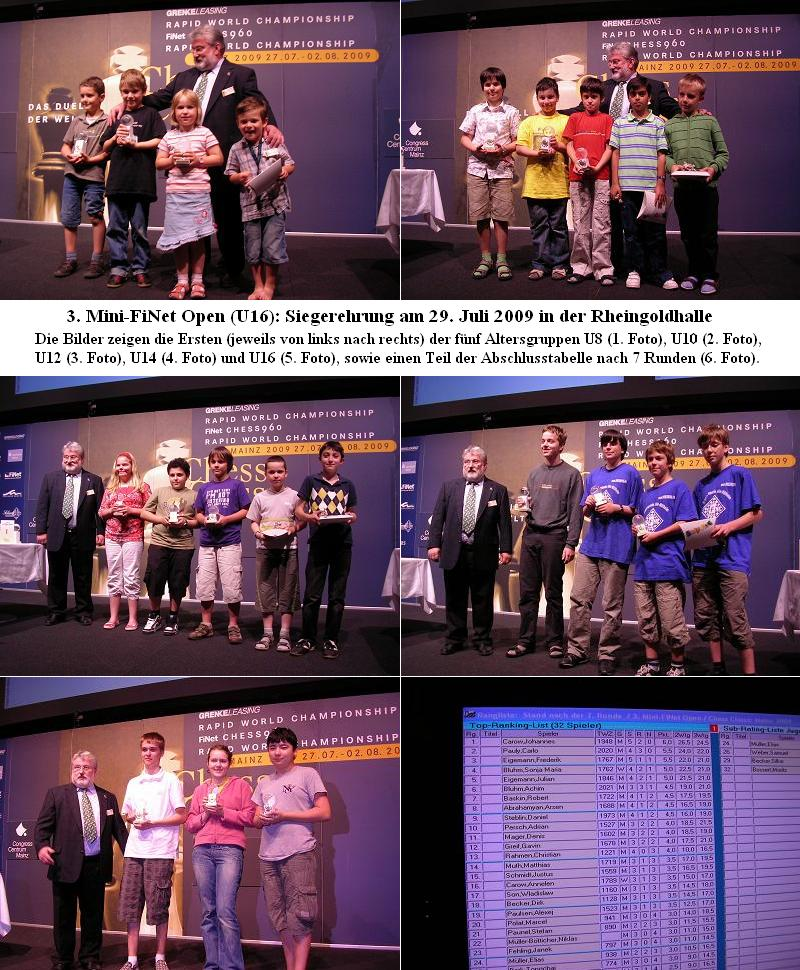
Siegerehrung für Mini-FiNet-Open, 29. Juli 2009

In den Jahren 2007 bis 2009 fanden für die Kinder spezielle Talentturniere statt. Dies waren drei Mini-Ordix-Open und drei Mini-FiNet-Open: 2009 sieben Runden mit separater Wertung in 5 Altersgruppen (U16, U14, U12, U10 und U8) sowie 2008 und 2007 jeweils sechs Runden mit separater Wertung für 4 Altersgruppen (U14, U12, U10 und U8).
1. Mini ORDIX Open U14 (2007)
Endstand nach 6 Runden bei 107 Teilnehmern: Constantin Göbel, Ramil Babayev und Anna Endress. Beste in den Altersgruppen waren: Anna Endress (U14), Constantin Göbel (U12), Stephan Hansch (U10) und Björn-Benny Bauer (U8).
1. Mini FiNet Open U14 (2007)
Endstand nach 6 Runden bei 35 Teilnehmern: Anna Endress, Alexander Jussupow und Constantin Göbel. Beste in den Altersgruppen waren: Anna Endress (U14), Constantin Göbel (U12), Stephan Hansch (U10) und Björn-Benny Bauer (U8).
2. Mini ORDIX Open U14 (2008)
Endstand nach 6 Runden bei 104 Teilnehmern: Dennis Wagner, Joshua Aarash Hager und Johannes Carow. Beste in den Altersgruppen waren: Joshua Aarash Hager (U14), Dennis Wagner (U12), Alexander Donchenko (U10) und Elias Müller (U8).
2. Mini FiNet Open U14 (2008)
Endstand nach 6 Runden bei 26 Teilnehmern: Sebastian Kaphle, Carlo Pauly und Frederik Eigemann. Beste in den Altersgruppen waren: Sebastian Kaphle (U14), Frederik Eigemann (U12), Alexej Paulsen (U10) und Pascal Karsay (U8).
3. Mini ORDIX Open U16 (2009)
Endstand nach 7 Runden bei 72 Teilnehmern: Alexander Donchenko, Dominik Will und Frederik Eigemann. Beste in den Altersgruppen waren: Matthias Eimer (U16), Dominik Will (U14), Alexander Donchenko (U12), Robert Baskin (U10) und Samuel Weber (U8).
3. Mini FiNet Open U16 (2009)
Endstand nach 6 Runden bei 32 Teilnehmern: Johannes Carow, Carlo Pauly und Frederik Eigemann. Beste in den Altersgruppen waren: Achim Bluhm (U16), Johannes Carow (U14), Sonja Maria Bluhm (U12), Robert Baskin (U10) und Elias Müller (U8).

## Chess960 Computer Weltmeisterschaft

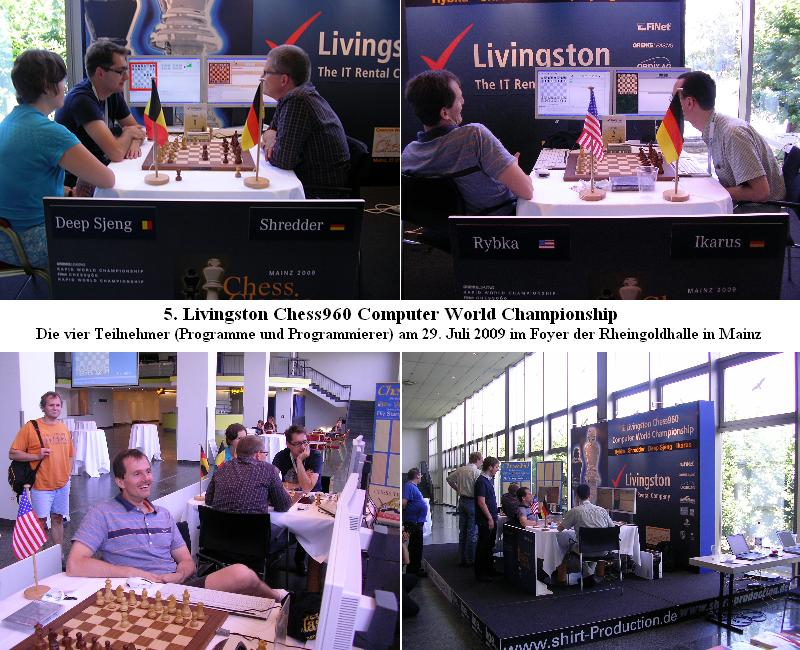
5. Livingston Chess960 Computer World Championship 2009 in Mainz. Die 4 Programme Deep Sjeng, Shredder, Rybka und Ikarus sowie ihre Programmierer.

Als Höhepunkt der unterschiedlichen Schaukämpfe Mensch mit Computer und Mensch gegen Computer wurden in den Jahren 2005 bis 2009 die Chess960-Computer-Weltmeisterschaften in Mainz ausgetragen.
| Jahr | Sieger                            | Zweiter                        | Dritter                           |
| ---- | --------------------------------- | ------------------------------ | --------------------------------- |
| 2005 | Spike (Volker Böhm, Ralf Schäfer) | Jonny (Johannes Zwanzger)      | Glaurung (Tord Romstad)           |
| 2006 | Shredder (Stefan Mayer-Kahlen)    | Jonny (Johannes Zwanzger)      | Ikarus (Muntsinn & Munjong Kolss) |
| 2007 | Rybka (Vasik Rajlich)             | Shredder (Stefan Mayer-Kahlen) | Spike (Volker Böhm, Ralf Schäfer) |
| 2008 | Rybka (Vasik Rajlich)             | Shredder (Stefan Mayer-Kahlen) | Naum (Alexander Naumov)           |
| 2009 | Rybka (Vasik Rajlich)             | Shredder (Stefan Mayer-Kahlen) | Deep Sjeng (Gian-Carlo Pascutto)  |

## Videos zu den Chess Classic
Nachstehend einige Videos zu den Chess Classic in Mainz, wie das erste: Pressekonferenz und Simultanspiele der Chess Classic am 14. August 2002 mit Hartmut Metz (Moderator), Ruslan Ponomarjow (spricht über den Tagesablauf eines Weltmeisters, Dagobert Kohlmeyer übersetzt), Elisabeth Pähtz (erzählt, wie sie das Hochwasser in Dresden besiegt), Simultanspiel Ruslan Ponomarjow (mit Eckhard Freise und Alfred Schlya) sowie Simultanspiel Alexandra Kosteniuk (mit Claus Spahn und Jens Beutel).
- Pressekonferenz und Simultanspiele der Chess Classic 2002 in Mainz
- Siegerehrung 2004
Swidler und Anand mit Ansprache Jens Beutel
- Pressekonferenz 2004
Metz mit Schirow, Anand, Aronjan und Swidler
- Lewon Aronjan kiebitzt
bei einer Partie Rybka – Shredder, Mainz 2009
- FiNet Open 2009: Konnyu-Gashimov, Poldauf-Bacrot, Kamsky – Karsten Schulz
- Schnellschach WM 2009: Anand, Nepomnjaschtschi, Aronian, Naiditsch, Schmitt